# سمارة المرتفعات
السمارة الطويلة (باللاتينية: Sisymbrium altissimum) نوع نباتي يتبع جنس السمارة من الفصيلة الصليبية.
موطنه المغرب العربي وجنوب غرب أوروبا.